# Sharon (nome)
Sharon  è un nome proprio di persona inglese femminile.

## Varianti
- Femminili: Sharona[1][3], Sharron[1][3], Sharyn[1]
  - Ipocoristici: Shari[1]

## Origine e diffusione
Riprende il toponimo della pianura di Sharon, una zona fertile situata tra Giaffa e il Monte Carmelo, un luogo citato svariate volte nell'Antico Testamento (1Cr5:16, 27:29, Is33:9, 35:2, 65:10, nelle versioni italiane spesso adattato in Saron o Saròn). Etimologicamente, risale all'ebraico שָׁרוֹן (Šārôn), che significa proprio "pianura" o "palude". Il termine è usato anche per diverse specie di fiori, che vengono chiamate "rosa di Sharon".
Il suo uso come nome proprio di persona è attestato già fra i Puritani, ma entra davvero in voga a metà del XX secolo, a partire dagli anni 1920, forse grazie a un personaggio così chiamato nel romanzo di Adela Rogers St. Johns The Skyrocket (1925). È stato uno dei dieci nomi più usati negli Stati Uniti fra il 1943 e il 1949. 
Va notato che il diminutivo Shari può anche essere una variante di Sherry.

## Onomastico
Non esistono sante che portano questo nome, che quindi è adespota. L'onomastico può essere festeggiato in occasione di Ognissanti, il 1º novembre.

## Persone

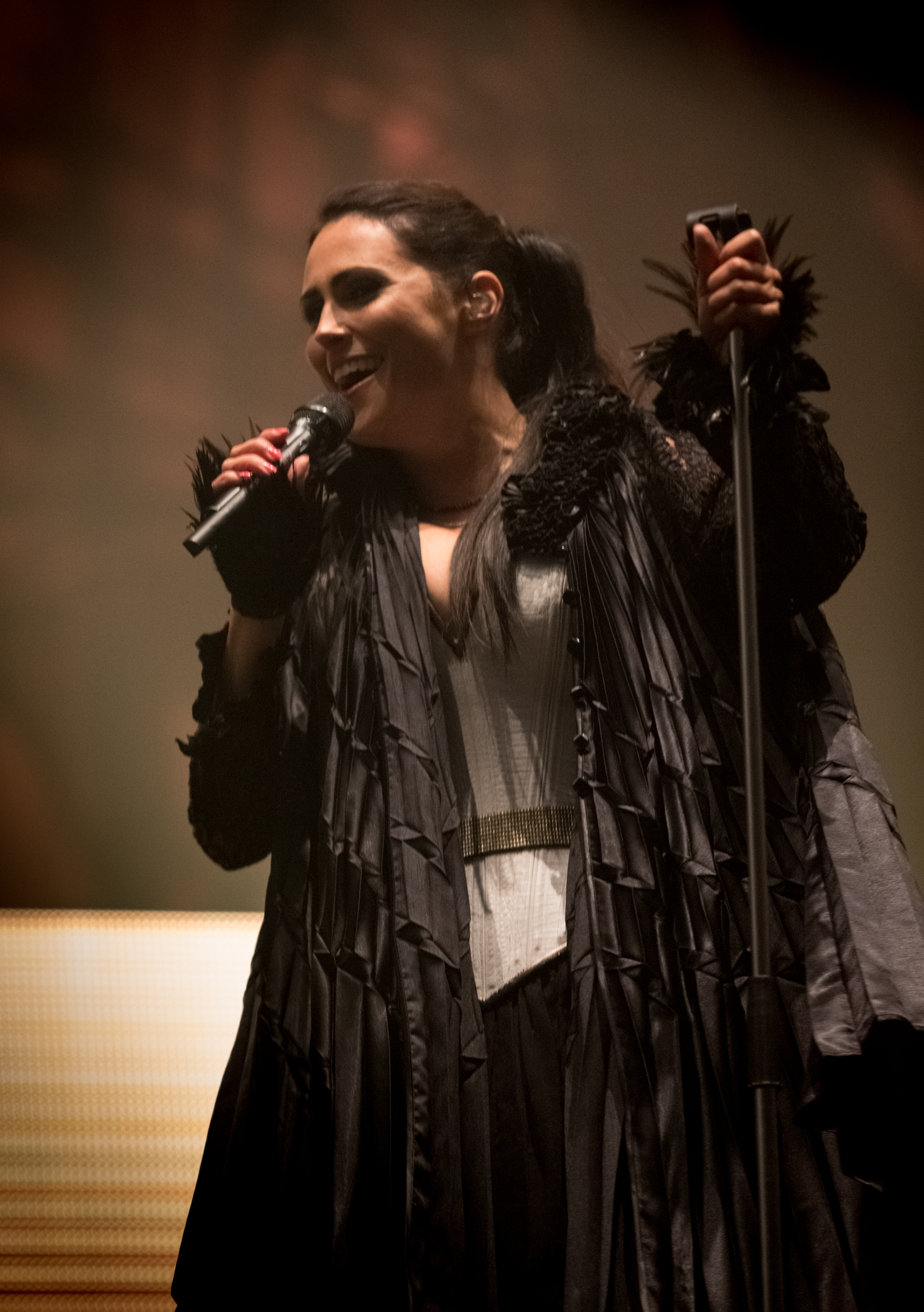
Sharon den Adel

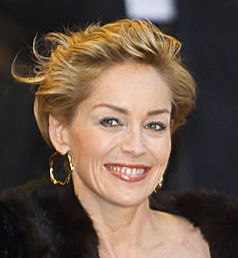
Sharon Stone

- Sharon Cohen, vero nome di Dana International, cantante israeliana
- Sharon Corr, musicista, compositrice e cantautrice irlandese
- Sharon den Adel, cantante e stilista olandese
- Sharon Fichman, tennista canadese
- Sharon Gless, attrice statunitense
- Sharon Kane, pornoattrice e regista statunitense
- Sharon Olds, poetessa statunitense
- Sharon Osbourne, produttrice discografica e personaggio televisivo britannico
- Sharon Shannon, musicista irlandese
- Sharon Sheeley, compositrice statunitense
- Sharon Stone, attrice, produttrice cinematografica e modella statunitense
- Sharon Stouder, nuotatrice statunitense
- Sharon Tate, attrice statunitense
- Sharon Van Etten, cantautrice statunitense

### Variante Sharron
- Sharron Davies, nuotatrice britannica

## Il nome nelle arti
- Sharon è un personaggio della serie di videogiochi Street Fighter.
- Sharon Carter è un personaggio dei fumetti Marvel Comics.
- Sharona Fleming è un personaggio della serie televisiva Detective Monk.
- Sharon Marsh è un personaggio della serie animata South Park.
- Sharon Raydor è un personaggio della serie televisiva The Closer e protagonista dello spin-off della stessa, Major Crimes.
- Sharon Valerii è un personaggio della serie Battlestar Galactica.
- Sharon Ventura è un personaggio dei fumetti Marvel Comics.
- Sharon Vineyard è un personaggio del manga e anime Detective Conan.
- Sharon Zampetti è un personaggio della serie televisiva I ragazzi della 3ª C.
- My Sharona è un singolo dei The Knack, tratto dall'album Get the Knack.
- Sharon Pacchianotti è un personaggio del film del 2015 Italiano medio, diretto e interpretato da Maccio Capatonda.